# Москвитинский сельсовет
Москвитинский сельсовет — сельское поселение в Свободненском районе Амурской области России.
Административный центр — село Москвитино, названное в честь землепроходца Москвитина.

## История
2 августа 2005 года в соответствии Законом Амурской области № 31-ОЗ муниципальное образование наделено статусом сельского поселения. 

## Население
| 2002 | 2010 | 2011 | 2012 | 2013 | 2014 | 2015 |
| ---- | ---- | ---- | ---- | ---- | ---- | ---- |
| 643  | ↘538 | →538 | ↗556 | ↗572 | ↘554 | ↘534 |
| 2016 | 2017 | 2018 | 2019 | 2021 |      |      |
| ↘523 | ↘508 | ↘495 | ↘480 | ↗506 |      |      |

## Состав сельского поселения
| № | Населённый пункт | Тип населённого пункта       | Население |
| - | ---------------- | ---------------------------- | --------- |
| 1 | Источный         | посёлок                      | ↘70       |
| 2 | Москвитино       | село, административный центр | ↘425      |

## Местный сельсовет
676422, Амурская обл., Свободненский р-н, с. Москвитино, ул. Лазо 1, кв. 1, 39-336.